# 田阪千助
田阪 千助（たさか せんすけ、1884年（明治17年）12月26日 - 1945年（昭和20年）9月）は、台湾総督府官僚。名古屋市長。

## 経歴
山口県出身。1904年（明治37年）、早稲田大学邦語法律科（現・法学部)を卒業。一年志願兵として陸軍三等主計となる。台湾総督府事務官、殖産局商工課長・庶務課長、勅任参事官、台北州内務部長を歴任した。
退官後、名古屋市助役を経て、1924年（大正13年）から1927年（昭和2年）まで名古屋市長を務めた。
その後、東北電気株式会社取締役、東邦瓦斯証券株式会社顧問、東邦電力株式会社顧問となった。
戦時中は新潟県内に疎開し、1945年（昭和20年）9月に亡くなった。